# Zita Johann
Zita Johann (* 14. Juli 1904 in Temesvár, Königreich Ungarn, Österreich-Ungarn; † 20. September 1993 in Nyack, New York) war eine ungarisch-amerikanische Schauspielerin.

## Leben
In Österreich-Ungarn geboren, zog Johann mit ihrer Familie nach New York, als sie sieben Jahre alt war. Bereits an der Highschool trat sie in Theaterproduktionen auf. Im April 1924 gab sie ihr Debüt am Broadway in New York. Zu dieser Zeit trat sie in dem Stück Man and the Masses auf. Weitere Rollen erhielt sie noch im selben Jahr in Dawn, 1925 in Drift, 1926 in Goat Song, 1928 in Machinal, 1930 in Troika und Onkel Wanja sowie 1931 in Tomorrow and Tomorrow. Noch im selben Jahr übersiedelte sie nach Hollywood.
Zita Johann bekam schnell gute Rollen, etwa verkörperte sie an der Seite von Edward G. Robinson die weibliche Hauptrolle in Tiger Hai. Im selben Jahr erreichte sie den Höhepunkt ihrer Karriere als Partnerin von Boris Karloff in dem Horrorfilm Die Mumie. Bevor sie 1934 ihre Film-Karriere beendete, spielte sie neben George Brent in Die schwimmende Stadt (1933) die Rolle der Miss Morgan. Nach über 50 Jahren Leinwandabstinenz hatte sie 1986 ein kurzes Filmcomeback im billigen Horrorfilm Raiders of the Living Dead in der Rolle einer Bibliothekarin.
Anfang 1935 kehrte sie an den Broadway zurück. Noch in diesem Jahr sah man Zita Johann in den Stücken Panic und Seven Keys to Baldpate. Später trat sie nur noch sporadisch an der New Yorker Theatermeile auf. So erhielt sie Rollen in Flight Into China (1939), The Burning Deck (1940) und in Broken Journey (1942). Während des Zweiten Weltkriegs sammelte sie Spenden für gemeinnützige Zwecke und organisierte Vorstellungen für amerikanische Soldaten. In ihren letzten Jahrzehnten arbeitete sie mit geistig beeinträchtigten Kindern und gab privaten Schauspielunterricht.
Von 1929 bis 1933 war Johann mit dem Schauspieler und Produzenten John Houseman verheiratet. Diese Ehe wurde geschieden. Von 1935 bis zur Scheidung 1938 war sie mit dem Produzenten John McCormick verheiratet. 1941 heiratete sie schließlich Bernard E. Shedd, doch auch diese Ehe wurde wieder geschieden.
Zita Johann starb 1993 im Alter von 89 Jahren an einer Lungenentzündung. Sie blieb kinderlos.

## Filmografie
- 1931: Der Kampf (The Struggle)
- 1932: Tiger Hai (Tiger Shark)
- 1932: Die Mumie (The Mummy)
- 1933: Hotel auf dem Ozean (Luxury Liner)
- 1933: The Man Who Dared
- 1933: The Sin of Nora Moran
- 1934: Grand Canary
- 1986: Raiders of the Living Dead